# John Conroy
Sir John Ponsonby Conroy, 1:e baronet, född 1786, död 1854, var en brittisk arméofficer och hovfunktionär. 
Han var anställd som comptroller, ansvarig för hushållskassan, i hushållet hos hertiginna av Kent, Viktoria av Sachsen-Coburg-Saalfeld, mor till den senare drottning Viktoria, på Kensington Palace under Viktorias barndom 1819-1837. Han var enligt vissa uppgifter älskare till hertiginnan av Kent. Han införde det så kallade Kensingtonsystemet, som reglerade den unga Viktorias uppfostran, och försökte hjälpa hertiginnan i hennes ambitioner att bli sin dotters ställföreträdande regent. Drottning Viktoria ogillade Conroy starkt och han avskedades till slut 1842.